# Great Teacher Onizuka (serie televisiva 2012)
Great Teacher Onizuka (グレート ティーチャー オニヅカ?, Gurēto Tīchā Onizuka) è un dorama di Fuji TV andato in onda dal 2012 al 2014 in due stagioni. Si tratta di un remake dell'omonima serie televisiva trasmessa nel 1998, che a sua volta riprende l'omonimo manga di Tōru Fujisawa.
In principio il ruolo di Onizuka doveva essere affidato all'idol della scuderia Johnny & Associates Jin Akanishi, ma a seguito del suo matrimonio all'inizio del 2012 è stato sostituito da Akira.
Finita la prima stagione sono stati realizzati e trasmessi tra il 2012 e il 2013 tre special televisivi che concludono le vicende della classe 2-4, mentre nel 2014 è la volta di quattro episodi in trasferta a Taiwan (GTO Taiwan) e della seconda stagione, dove Eikichi si trova ad insegnare a Shonan.

## Trama

### Prima stagione
Grazie alle buone raccomandazioni dell'amico Ryuji, Eikichi Onizuka, ex membro di una leggendaria banda di motociclisti, viene assunto come aiuto giardiniere a tempo parziale dalla Meishu Academy: ha il compito di tenere in ordine le aiuole dei cortili dell'edificio scolastico e di potare gli alberi.
Venuto a sapere che Noboru, uno studente timido e impacciato della scuola, è vittima di continui soprusi da parte dei compagni di classe comandati a bacchetta dalla prepotente Uehara, Eikichi riesce a far amicizia col ragazzino, ad infondergli coraggio ed infine a salvarlo dalle persecuzioni.
La preside della scuola, venuta a sapere del fatto, contro le stesse volontà del vicepreside, nomina Eikichi insegnante, dimostrando così aver molta fiducia nelle sue capacità umane di rapportarsi con gli studenti. Diventa l'insegnante responsabile della classe più problematica della scuola, la 2-4.
Da questo momento in poi il neo-sensei, ex teppista di strada e coi capelli tinti di biondo, dovrà affrontare molti problemi e situazioni difficili riguardanti quelli che diverranno sempre più i suoi affezionati ragazzi.

### Primo special
Kunio e alcuni compagni sono sempre stati affezionati a dei bambini in un orfanotrofio, e quando questo viene incendiato sono intenzionati a raccogliere firme e soldi per ricostruirlo. Un politico è però intenzionato a creare al suo posto un centro commerciale e cerca in tutti i modi di eliminare il problema.

### Secondo special
Saejima si ritrova ad accudire tre neonati mentre la madre di questi, Maria, che aveva giurato amore al poliziotto, scappa per un altro uomo. nel frattempo, Miki trova nel professore di una scuola di recupero un amico con cui confidarsi, che cela però cattive intenzioni.

### Terzo special
Il diploma è alle porte per i ragazzi della ormai classe 3-4, ma non tutti sono contenti della scelta fatta per il proprio futuro, Onizuka si prodiga quindi in un'ultima lezione di vita.

### GTO Taiwan
Raccomandato dalla direttrice, Eikichi parte per Taiwan per ricoprire temporaneamente l'incarico di aiuto insegnante in una scuola, insieme all'amico Ryuji (e Saejima, che, invidioso, li ha seguiti).

### Seconda stagione
È passato qualche mese dagli eventi dell'ultimo special e Onizuka viene trasferito dalla direttrice a Shonan, dove aveva vissuto fino a dieci prima, nella nuova sede della Meishu Academy (fusasi con un liceo locale, lo stesso frequentato dal giovane Eikichi). Col nuovo ruolo di aiuto insegnante, è per la prima volta alle prese con una nuova classe e al contempo affronta il suo passato legato alla città.

## Protagonisti
Dove non indicato, i personaggi sono apparsi in tutte le stagioni/episodi speciali.

### Insegnanti
- Akira - Eikichi Onizuka
- Hitomi Kuroki - Yoshiko Sakurai (s.01-02, speciali)
- Ryōsei Tayama - Hiroshi Uchiyamada (s.01-02, speciali)
- Miori Takimoto - Azusa Fuyutsuki (s. 01, speciali)
- Eri Fuse - Hiroko Sannomaru (s. 01, speciali)
- Noboru Takachi - Tetsuo Hashimoto (s. 01, speciali)
- Saori Takizawa - Shoko Morikata (s. 01, speciali)
- Masato Yano - Suguru Teshigawara (s. 01, speciali)
- Sugi-chan - Hajime Fukuroda (s. 01, speciali)
- Ayano Fujisawa - Ayame Shiratori (s. 01, speciali)
- Nao Nagasawa - Saki Katayama (s. 01, speciali)
- Yumi Kobayashi - Noriko Sawada (s. 01, speciali)
- Chuo Genie - Xieli (GTO Taiwan)
- Manami Higa - Honami Fujikawa (s. 02)
- Tomomi Maruyama - Kenji Kamiya (s. 02)
- Takehiko Ono - Tsukasa Fujinomiya (s. 02)
- Shingo Kazami - Omae Hirotoshi (s. 02)
- Erika Mabuchi - Nogami Taeko (s. 02)
- Atsuko Anami - Chika Irie (s. 02)
- Ayano Fujisawa - Yumi Mukai (s. 02)

### Amici di Onizuka
- Yū Shirota - Ryuji Danma
- Yūsuke Yamamoto - Toshiyuki Saejima

### Classe 2-4/3-4 (s. 01, speciali)
- Haruna Kawaguchi - Miyabi Aizawa
- Shō Takada - Yoshito Kikuchi
- Shintarō Morimoto - Kunio Murai
- Mariya Nishiuchi - Miki Katsuragi
- Tsubasa Honda - Urumi Kanzaki
- Karen Miyazaki - Tomoko Nomura
- Aran Shirahama - Makoto Dojima
- Taishi Nakagawa - Noboru Yoshikawa
- Yuki Yamada - Koji Fujiyoshi
- Nobuyuki Suzuki - Tadaaki Kusano
- Gaku Sano - Takumi Ishida
- Sara Takatsuki - Haruka Kawae
- Hikari Takara - Fuyumi Kujirakawa
- Yua Shinkawa - Anko Uehara
- Anna Ishii - Mayuko Asano
- Ayaka Sayama - Naomi Izumi
- Rikako Sakaguchi - Chikako Shirai
- Hitomi Miyake - Megumi Asakura
- Hidemi Hikita - Yumi Nakanishi
- Nozomi Bando - Ai Hitachi
- Seiya Yasuda - Rinko Morishita
- Natsuo - Hidemi Ota
- Nanami Mitsuhashi - Erika Nakagawa
- Chihi Fujii - Mayumi Otsuka
- Miyu Kirishima - Yukiko Iwata
- Akiyoshi Utsumi - Yuki Miyamori
- Akihisa Shiono - Ryoichi Mizuhara
- Hirokata Machida - Keiichi Satomi
- Oho Sato - Hiroyuki Kurokawa
- Shota Komori - Umanosuke Ueda
- Aoi Shimoyama - Gunjin Mishima
- Hiromu Yayama - Daisuke Suzuki
- Akira Nagayama - Tamotsu Sugawara

### Classe 3-1 (GTO Taiwan)
- Wes Luo – Li Wang
- Wayne - Zhou
- Cheng Yu Xi - Mei

### Classe 2-A (s. 02)
- Miyabi Matsuura - Mariko Hatano
- Ryota Katayose - Masaru Kiritani
- Reo Sano - Taichi Usami
- Kauan Okamoto - Takuya Ooba
- Ayaka Miyoshi - Meiri Miyaji
- Natsumi Okamoto - Sana Hiiragi
- Arata Horii - Hironao Tokuyama
- Fūma Kikuchi - Ryuichi Kuzuki
- Ryo Ryusei - Kohei Serizawa
- Mio Miyatake - Tomomi Mizuta
- Ikumi Hisamatsu - Yua Maehata
- Shunsuke Nishikawa - Tsukasa Kokubu

## Episodi
| Stagione         | Episodi | Prima TV Giappone | Prima TV Italia |
| ---------------- | ------- | ----------------- | --------------- |
| Prima stagione   | 11      | 2012              | inedita         |
| Episodi speciali | 3       | 2012-2013         | inediti         |
| GTO Taiwan       | 4       | 2014              | inediti         |
| Seconda stagione | 11      | 2014              | inedita         |

## Musiche
Nella prima stagione, nei tre special e in GTO Taiwan la sigla d'apertura è un pezzo strumentale, mentre quella di chiusura è 24karats TRIBE OF GOLD degli Exile Tribe. Nella seconda stagione c'è una canzone vera e propria anche nella sigla d'apertura, INFINITY dei DOBERMAN INFINITY, mentre quella di chiusura è Highschool love del gruppo E-Girls.